# Vörösfejű kékcsőrű pinty
A vörösfejű kékcsőrűpinty (Spermophaga ruficapilla) a madarak osztályának a verébalakúak (Passeriformes) rendjébe, ezen belül a díszpintyfélék (Estrildidae) családjába tartozó  faj.
A magyar név forrással nincs megerősítve.

## Előfordulása
Afrikában, Angola, Burundi, a Közép-afrikai Köztársaság, Elefántcsontpart, a Kongói Demokratikus Köztársaság, Kenya, Ruanda, Dél-Szudán, Tanzánia és Uganda területén honos.

## Alfajai
- Spermophaga ruficapilla ruficapilla – (Shelley, 1888)
- Spermophaga ruficapilla cana – (Friedmann, 1928 v. 1927)

## Megjelenés
Testhossza 13 centiméter. A hím feje, nyaka, melle és a testoldalak fénylő vörösek, a hosszú felső farokfedők szintén. A felső rész további területei feketék vagy pasztellszürkék, az alfajtól függően. A szem sötétbarna, halványkék szemgyűrűvel. A csőr acélkék, a hegyénél vöröses színű. A láb fekete. A tojó felül szürkés, alul a fehér foltokkal tarkított.

## Életmód
Közép-Afrika őserdeinek aljnövényzetében éli rejtett életét.

## Szaporodása
A tojó 2-4 fehér tojást rak, melyből a fiókák 17-18 nap alatt kelnek ki, és 19-20 napos korukig maradnak a fészekben.